# Ivan Dychko
Ivan Dychko (11 de agosto de 1990) é um pugilista cazaque, medalhista olímpico. 

## Carreira
Ivan Dychko competiu na Rio 2016, na qual conquistou a medalha de bronze no peso superpesado.